# Hirokazu Otsubo
Hirokazu Otsubo (født 7. december 1979) er en tidligere japansk fodboldspiller.
Han har spillet for flere forskellige klubber i sin karriere, herunder Ehime FC.